# New York Red Bulls
Die New York Red Bulls sind ein Franchise der Profifußball-Liga Major League Soccer (MLS) aus Harrison, New Jersey. Die Mannschaft trägt ihre Heimspiele im Sports Illustrated Stadium aus. Alleiniger Eigentümer des Franchises ist der österreichische Energydrinkhersteller Red Bull. Die Geschäftsstelle des Franchises liegt wie das Stadion in Harrison, New Jersey, wo auch die Dachorganisation Red Bull New York ihren Sitz hat. Bis zur Übernahme durch den österreichischen Getränkehersteller Red Bull im Jahr 2006 hieß die Mannschaft MetroStars. Zuvor war das Team auch als New York/New Jersey MetroStars bekannt.

## Geschichte

### New York/New Jersey MetroStars (1995 bis 2000)
Der ursprüngliche Name des Franchise war Empire Soccer Club. Nach diesem Namen ist heute noch die größte Fangruppierung, Empire Supporters Club, benannt. Clubbesitzer Hans Müller und Stuart Subotnick waren beide Führungskräfte bei der Firma MetroMedia, daher wurde das Wort „Metro“ in dem Namen des Fußballvereins übernommen. Eigentlich wollte der Sportartikelhersteller Nike, dass die Mannschaft MetroFlash genannt wird, MetroStars wurde aber letztendlich ausgewählt. 1996 waren die MetroStars Gründungsmitglied der Major League Soccer.
Tab Ramos, der erste Spieler der einen Vertrag mit der MLS unterschrieb, war auch der erste Spieler der MetroStars. Erster Kapitän war Peter Vermes, der 1990 an der Weltmeisterschaft in Italien im Aufgebot der USA stand. Der US-Nationaltorhüter Tony Meola und der italienische Mittelfeldspieler Roberto Donadoni wechselten 1996 nach New Jersey. Erster Trainer wurde Eddie Firmani, welcher von 1977 bis 1979 und 1984 New York Cosmos in der North American Soccer League trainierte.
Die MetroStars spielten am 13. April 1996 ihr erstes Spiel in der Major League Soccer. Gegner war die LA Galaxy, die mit 2:1 gewannen. Giovanni Savarese erzielte hierbei das erste Tor der MetroStars in deren Vereinsgeschichte. Die Mannschaft konnte erst am 6. Spieltag ihren ersten Sieg feiern. Nach zwei weiteren Niederlagen wurde Eddie Firmani wegen Erfolglosigkeit entlassen. Sein Nachfolger wurde der ehemalige portugiesische Nationaltrainer Carlos Queiroz. Dieser schaffte zwar mit der Mannschaft den Einzug in die Play-offs, aber seine Bilanz mit 12 Siegen und ebenso vielen Niederlagen war auch nicht sehr gut. In Play-offs scheiterte der Klub gleich im Conference Halbfinale (Viertelfinale) an DC United. Das erste Spiel konnte zwar gewonnen werden, die letzten beiden gingen allerdings verloren.
1997 nahm die Mannschaft zum ersten Mal am US Open Cup teil. Nach Siegen über die Richmond Kickers und die Long Island Rough Riders scheitern die Stars im Halbfinale an Dallas Burn.
Anfang 1998 wurde der Zusatz New York/New Jersey aus dem Mannschaftsnamen gestrichen. Der Klub nannte sich fortan nur noch MetroStars. Der neue Vereinsname ohne Bezug auf eine Stadt oder Region stellte eine Seltenheit für amerikanische Sportarten dar.

### 2001 bis 2005
In den folgenden Jahren hatte man keinen nennenswerten Erfolg zu verbuchen. Im Jahr 2000 konnte man zum ersten Mal den Conference Sieg davontragen. 2001 kaufte die Anschutz Entertainment Group den Verein auf und konnte damit bekannte ausländische Spieler nach New York locken. Dort spielten u. a. Branco, Lothar Matthäus, Adolfo Valencia, Youri Djorkaeff, Amado Guevara und Claudio Reyna.
2004 gewannen die MetroStars den La Manga Cup, welcher in La Manga del Mar Menor in Spanien ausgetragen wird. Sie besiegten Dynamo Kiew im Halbfinale und den Viking FK im Finale.
Im Herbst 2005 wurde der bisherige Trainer Bob Bradley entlassen. Der bis dahin als Assistenztrainer beschäftigte Mo Johnston übernahm Bradleys Platz als Interimslösung und erzielte mit der Mannschaft sieben Punkte in den letzten drei Spielen. Dadurch erreichten die MetroStars die Play-offs. Im ersten Spiel in den Play-offs schied die Mannschaft aus.

### Übernahme durch Red Bull (2006 bis 2007)
Im März 2006 verkaufte die Anschutz Entertainment Group die MetroStars an die Red Bull Co. Ltd. Red Bull änderte daraufhin den Teamnamen in New York Red Bulls, auch die Farben der Mannschaft und das komplette Corporate Design wurde entsprechend geändert.
Das Franchise ist neben dem FC Red Bull Salzburg, Red Bull Brasil und RB Leipzig einer von mehreren Klubs unter der Führung des österreichischen Unternehmens.

### Seit 2008
In der Saison 2008 stand New York zum ersten Mal in einem Play-off-Finale. Die Mannschaft unterlag Columbus Crew mit 3:1. In der Qualifikationsrunde für die CONCACAF Champions League 2009/10 scheiterten die Red Bulls an W Connection aus Trinidad und Tobago. Am 21. August 2009 wurde der Vertrag mit dem bisherigen Trainer Juan Carlos Osorio aufgelöst, der Assistenztrainer Richie Williams folgte derweil auf die Position als Cheftrainer und war bis Januar als Interimstrainer tätig. In einer offiziellen Pressemeldung vom 7. Januar 2010 wurde bekanntgegeben, dass der Schwede Hans Backe am 11. Januar das Amt als Cheftrainer der New York Red Bulls übernimmt.
In dessen erster Saison als Trainer schaffte er mit der Mannschaft den ersten Platz in der Eastern Conference zu erreichen. In den Play-offs schieden die Red Bulls im Conference Halbfinale (Viertelfinale) gegen die San José Earthquakes aus. Das Hinspiel konnte noch mit 1:0 gewonnen werden. Im Rückspiel unterlagen die Red Bulls mit 3:1. Im Achtelfinale des US Open Cups konnte das Spiel gegen die Harrisburg City Islanders nicht gewonnen werden. Nach Verlängerung war der Endstand 1:0 für die Mannschaft aus der drittklassigen USL Second Division.
Zur Saison 2011 wurde der langjährige Kapitän der Mannschaft, Juan Pablo Ángel, von den Red Bulls freigegeben. Er wechselte später zur LA Galaxy.
Mike Petke, der bis 2010 selbst für die New York Red Bulls spielte, wurde am Anfang der Saison Cheftrainer der Mannschaft. In diesem Jahr konnte das erste Mal in der Teamgeschichte das Supporters’ Shield gewonnen werden.
Am Ende der Regular Season 2014 qualifizierten sich die Red Bulls erneut für die Play-offs. Nach Siegen gegen Sporting Kansas City und D.C. United, verlor die Mannschaft das erste Spiel der Conference Finals (Halbfinale) gegen New England Revolution. Im zweiten Spiel erreichten beide Mannschaften ein Unentschieden, damit waren die Roten Bullen ausgeschieden. Dieses war auch gleichzeitig das letzte Spiel, welches Thierry Henry für die Mannschaft absolvierte. Der ehemalige französische Nationalspieler beendete seine Karriere nach dieser Saison.
Am 7. Januar 2015 wurde der bisherige Trainer Mike Petke entlassen und durch Jesse Marsch ersetzt. Dieses führte zu einem Protest bei den Fans, welcher sich gegen die Eigentümer und das Management des Franchises richtete. Die Dauerkarteninhaber forderten zu erfahren, warum Petke entlassen wurde und wie es mit der Mannschaft weitergeht.
Vor der Saison 2017 verließ der bisherige sportliche Leiter Ali Curtis das Franchise und wurde durch Denis Hamlett ersetzt. Die Mannschaft erreichte das Finale im US Open Cup unterlag da aber gegen Sporting Kansas City.
2018 löste Assistenztrainer Chris Armas Jesse Marsch ab, der den Verein nach dreieinhalb Spielzeiten verließ. Er war der erfolgreichste Trainer in der Geschichte von RBNY mit einem Supporters’ Shield, zwei Siegen in der Eastern Conference und dem zweiten Platz im US Open Cup.
Armas wurde am 4. September 2020 vom neuen Sportchef Kevin Thelwell, der Anfang 2020 von den Wolverhampton Wanderers gekommen war, entlassen, Nachfolger wurde der ehemalige Manager des Barnsley F.C. (und ehemaliger Jugendtrainer von Red Bull Salzburg) Gerhard Struber.
In der Saison 2021 qualifizierte sich der Verein zum zwölften Mal in Folge für die Playoffs. In der ersten K.o.-Runde unterlagen die Red Bulls der Philadelphia Union mit 0:1 durch ein Tor in der 123 Minute.
Am Tag vor dem Beginn der Saison 2022 verließ Thelwell den Verein, um den Posten des Fußballdirektors beim FC Everton zu übernehmen. Der ehemalige Geschäftsführer des VfB Stuttgart, FC Schalke 04 und Red Bull Global, Jochen Schneider, löste Thelwell als Sportchef ab.
New York qualifizierte sich 2022 zum 13. Mal in Folge für die MLS-Cup-Playoffs und stellte damit den Ligarekord von Seattle ein. In der ersten Runde des Playoffs schieden die Red Bulls gegen FC Cincinnati mit 1:2 aus.

## Wappen und Farben

NY/NJ MetroStars Hauptlogo von 1996–2002
MetroStars Hauptlogo von 2003–2005

Während der ersten Jahre traten die MetroStars stets in schwarzen oder weißen Trikots auf. Später hatte es ein schwarz-rotes vertikal gestreiftes Muster. Seitdem die Mannschaft von Red Bull übernommen wurde, ist das Heimtrikot weiß und hat eine rote Umrandung. Dieses wird durch ein hervorstechendes Red-Bull-Logo ergänzt.

## Stadion
- Giants Stadium; East Rutherford (New Jersey) (1996–2009)
- Baker Field; New York City (1997), 1 Spiel im US Open Cup
- Yurcak Field; Piscataway Township (New Jersey) (1999, 2003), 3 Spiele im US Open Cup
- Mitchel Athletic Complex; Hempstead (New York) (2000–2001), 3 Spiele im US Open Cup
- Sports Illustrated Stadium; Harrison (New Jersey) (seit 2010, bis 2024: Red Bull Arena)

Seit dem Saisonstart 2010 spielen die Red Bulls in der Red Bull Arena in New Jersey Harrison. Mit dem Bau des Stadions, welches 25.189 Zuschauer fassen kann, wurde im September 2006 begonnen. Am 20. März 2010 war die Eröffnung. Besitzer des Stadions ist die Red Bull GmbH, die auch gleichzeitig der Betreiber der Arena ist. Während der Bauphase hatte die Spielstätte den Namen Red Bull Park. Im Dezember 2024 folgte die Umbenennung in Sports Illustrated Stadium.
Bis Ende der Saison 2009 wurden alle Heimspiele im Giants Stadium ausgetragen. Das Stadion wurde 2010 abgerissen. Im Laufe der letzten Jahre gab es immer wieder Ausweichstadien, vornehmlich für US-Open-Cup-Spiele.
Die New York Red Bulls haben im Hanover Township, New Jersey ihr eigenes Trainingszentrum. Das Ende 2008 fertiggestellte Zentrum verfügt über sechs Fußballfelder und weitere Gebäude u. a. befinden sich hier auch die Geschäftsräume von Red Bull New York.

## Fans und Rivalitäten

### Fangruppierungen
Es gibt seit der ersten Saison eine Vielzahl an Fanclubs und Supporter-Gruppen um die MetroStars bzw. Red Bulls. Der erste entstand 1995 und nannte sich, in Anlehnung an den ursprünglichen Namen des Fußballfranchises, Empire Supporters Club. Die Empire Supporters, die auch älteste Fangruppierung in der MLS sind, entstanden aus Mitgliedern der New York City Firm. Diese unterstützten den ehemaligen A-League-Vereins New York Centaurs, der sich 1996 auflöste.
Im Februar 2005 entstand mit der MetroNation ein weiter Fanclub im Umfeld der Mannschaft. Nach der Übernahme durch Red Bull nannte sich dieser in Raging Bull Nation um. Dieses war ein Zeichen für die Verbundenheit zu der Mannschaft. Im selben Jahr formierte sich mit den Garden State Supporters, heute Garden State Ultras (GSU), eine Fanvereinigung aus New Jersey. 2007 entstand die Kearny Army, die von Fans initiiert wurden, die im Umfeld der Red Bull Arena wohnen.
Weitere Fanclubs sind Viking Army Supporters Club, Cobra Kai Metro Firm, Sparta Metro Firm, Hub City Hooligans und The First Row Idiots.
Die Fankurve, die sogenannte South Ward, teilen sich die drei größten Supporter Clubs, Empire Supporters (Sektion 101), Viking Army (Sektion 102) und Garden State Ultras (Sektion 133). Kleinere Fanclubs sind großenteils in der Sektion bei Empire Supporters mit untergekommen.

### Rivalitäten
Der Hauptrivale der New York Red Bulls ist D.C. United, mit dem jedes Jahr auch der Atlantic Cup ausgespielt wird. Der Sieger dieses Pokals ist die Mannschaft, die nach den beiden Begegnungen in der Regular Season das bessere Ausgangsergebnis hat.
New England Revolution und Philadelphia Union werden auch als Rivalen angesehen. Dieses ist auf die geographische Nähe der einzelnen Städte zurückzuführen. Außerdem gibt es auch in anderen Sportarten ähnlich gelagerte Rivalitäten.

## Medien
Die Spiele der Red Bulls werden über die regional empfangbaren Sender MSG Network und MSG Plus übertragen. Ausgewählte Spiele werden national über den Fox Soccer Channel und ESPN2 übertragen.
In spanischer Sprache werden alle Spiele über die lokalen Radiostationen WADO und WQBU-FM ausgestrahlt.

## Spieler und Mitarbeiter

### Aktueller Kader
Stand: 19. Februar 2025
| Nr.        | Nat.               | Name                     | Geburtstag    | im Verein seit | MLS Spielerstatus |
| Tor        | Tor                | Tor                      | Tor           | Tor            | Tor               |
| ---------- | ------------------ | ------------------------ | ------------- | -------------- | ----------------- |
| 1          | Vereinigte Staaten | AJ Marcucci              | 31. Juli 1999 | 2021           |                   |
| 21         | England            | Aidan Stokes             | 14. Jan. 2008 | 2024           | HGP               |
| 31         | Paraguay           | Carlos Miguel Coronel    | 29. Dez. 1996 | 2022           |                   |
| Abwehr     |                    |                          |               |                |                   |
| 3          | Schweden           | Noah Eile                | 19. Juli 2002 | 2024           | IP                |
| 5          | Panama             | Omar Valencia            | 8. Juni 2004  | 2024           |                   |
| 6          | Vereinigte Staaten | Kyle Duncan              | 8. Aug. 1997  | 2024           |                   |
| 12         | Vereinigte Staaten | Dylan Nealis             | 30. Juli 1998 | 2021           |                   |
| 15         | Vereinigte Staaten | Sean Nealis              | 13. Jan. 1997 | 2019           |                   |
| 24         | Vereinigte Staaten | Curtis Ofori             | 20. Nov. 2005 | 2022           | HGP               |
| 26         | Vereinigte Staaten | Tim Parker               | 23. Feb. 1993 | 2025           |                   |
| 27         | Vereinigte Staaten | Davi Alexandre           | 3. Feb. 2007  | 2024           | HGP               |
| 42         | Deutschland        | Alexander Hack           | 8. Sep. 1993  | 2025           |                   |
| 44         | Kanada             | Raheem Edwards           | 17. Juli 1995 | 2025           |                   |
|            | Chile              | Marcelo Morales          | 6. Juni 2003  | 2025           |                   |
| Mittelfeld |                    |                          |               |                |                   |
| 8          | Vereinigte Staaten | Peter Stroud             | 23. Apr. 2002 | 2023           | HGP               |
| 19         | Venezuela          | Wikelman Carmona         | 24. Feb. 2003 | 2021           |                   |
| 20         | Uruguay            | Felipe Carballo          | 4. Okt. 1996  | 2024           |                   |
| 48         | Ghana              | Ronald Donkor            | 20. Nov. 2004 | 2023           | IP                |
| 75         | Vereinigte Staaten | Daniel Edelman           | 28. Apr. 2003 | 2021           | HGP               |
| 77         | Vereinigte Staaten | Adri Mehmeti             | 6. Apr. 2009  | 2024           | HGP               |
| Sturm      |                    |                          |               |                |                   |
| 7          | Polen              | Wiktor Bogacz            | 14. Juli 2004 | 2025           |                   |
| 9          | Schottland         | Lewis Morgan             | 30. Sep. 1996 | 2021           | IP                |
| 10         | Schweden           | Emil Forsberg            | 23. Okt. 1991 | 2024           | DP, IP            |
| 13         | Kamerun            | Eric Maxim Choupo-Moting | 23. März 1989 | 2025           | DP                |
| 16         | Vereinigte Staaten | Julian Hall              | 24. März 2008 | 2023           | HGP               |
| 17         | Vereinigte Staaten | Cameron Harper           | 19. Nov. 2001 | 2021           |                   |
| 22         | Norwegen           | Dennis Gjengaar          | 24. Apr. 2004 | 2024           | IP, U22           |
| 33         | Vereinigte Staaten | Roald Mitchell           | 13. Jan. 2003 | 2024           | HGP               |
| 37         | Ghana              | Mohammed Sofo            | 31. Okt. 2004 | 2024           |                   |
| 66         | Vereinigte Staaten | Tanner Rosborough        | 21. März 2008 | 2025           |                   |
| 81         | Vereinigte Staaten | Serge Ngoma              | 9. Juli 2005  | 2022           | HGP               |

Res: Spieler werden bzw. wurden in der aktuellen Saison bei den New York Red Bulls II eingesetzt.

### Trainerstab
Stand: 4. März 2020
- Denis Hamlett (Sportdirektor)
- Troy Lesesne (Trainer)
- C.J. Brown (Assistenztrainer)
- Bradley Carnell (Assistenztrainer)
- Preston Burpo (Torwarttrainer)

### Bisherige Trainer, Manager und Besitzer
| Jahr | Trainer                                           | Manager                                                             | Besitzer                                                     |
| ---- | ------------------------------------------------- | ------------------------------------------------------------------- | ------------------------------------------------------------ |
| 1996 | Eddie Firmani Carlos Queiroz                      | Charlie Stillitano                                                  | John Kluge und Stuart Subotnick                              |
| 1997 | Carlos Alberto Parreira                           | Charlie Stillitano                                                  | John Kluge und Stuart Subotnick                              |
| 1998 | Alfonso Mondelo Bora Milutinović                  | Charlie Stillitano                                                  | John Kluge und Stuart Subotnick                              |
| 1999 | Bora Milutinović                                  | Charlie Stillitano                                                  | John Kluge und Stuart Subotnick                              |
| 2000 | Octavio Zambrano                                  | Nick Sakiewicz                                                      | John Kluge und Stuart Subotnick                              |
| 2001 | Octavio Zambrano                                  | Nick Sakiewicz                                                      | John Kluge und Stuart Subotnick Anschutz Entertainment Group |
| 2002 | Octavio Zambrano                                  | Nick Sakiewicz                                                      | Anschutz Entertainment Group                                 |
| 2003 | Bob Bradley                                       | Nick Sakiewicz                                                      | Anschutz Entertainment Group                                 |
| 2004 | Bob Bradley                                       | Nick Sakiewicz                                                      | Anschutz Entertainment Group                                 |
| 2005 | Bob Bradley Mo Johnston                           | Nick Sakiewicz Alexi Lalas                                          | Anschutz Entertainment Group                                 |
| 2006 | Mo Johnston Richie Williams (interim) Bruce Arena | Alexi Lalas Marc de Grandpré Bruce Arena                            | Anschutz Entertainment Group Red Bull GmbH                   |
| 2007 | Bruce Arena                                       | Bruce Arena                                                         | Red Bull GmbH                                                |
| 2008 | Juan Carlos Osorio                                | Jeff Agoos                                                          | Red Bull GmbH                                                |
| 2009 | Juan Carlos Osorio Richie Williams (interim)      | Jeff Agoos Erik Solér                                               | Red Bull GmbH                                                |
| 2010 | Hans Backe                                        | Erik Solér                                                          | Red Bull GmbH                                                |
| 2011 | Hans Backe                                        | Erik Solér                                                          | Red Bull GmbH                                                |
| 2012 | Hans Backe                                        | Erik Solér Jerome de Bontin / Andy Roxburgh (Sporting Director)     | Red Bull GmbH                                                |
| 2013 | Mike Petke                                        | Jerome de Bontin / Andy Roxburgh (Sporting Director)                | Red Bull GmbH                                                |
| 2014 | Mike Petke                                        | Jerome de Bontin / Andy Roxburgh (Sporting Director)                | Red Bull GmbH                                                |
| 2015 | Jesse Marsch                                      | Ali Curtis (Sporting Director) / Marc de Grandpré (General Manager) | Red Bull GmbH                                                |
| 2016 | Jesse Marsch                                      | Ali Curtis (Sporting Director) / Marc de Grandpré (General Manager) | Red Bull GmbH                                                |
| 2017 | Jesse Marsch                                      | Denis Hamlett (Sporting Director)                                   | Red Bull GmbH                                                |

## Jugend und Reserve

### New York Red Bulls Academy
Red Bull New York betreibt, neben den New York Red Bulls, auch die New York Red Bulls Academy. Durch Schaffung dieser für die Spieler kostenloser Einrichtung, kann die Organisation Talentförderung in der New York Metropolitan Area betreiben. Es gibt insgesamt fünf Jugendmannschaften (U-13, U-14, U-15, U-16, U-18). Diese Mannschaften spielen in Ligen der U.S. Soccer Development Academy, einem Ligensystem, welches von der United States Soccer Federation und lokalen Organisation gegründet wurde. Seit dem 1. September 2007 leitet Bob Montgomery, ein ehemaliger College-Soccer-Trainer, die Academy.

### New York Red Bulls U23 (USL League Two)
2009 wurde eine U23-Mannschaft gegründet, die New York Red Bulls U23, die in der National Premier Soccer League spielte. Die Heimspiele werden im Red Bull Training Facility ausgetragen, welches sich in New Jersey Hanover befindet. 2014 konnte die Mannschaft nach dem Gewinn Northeast Region auch die Play-offs der NPSL gewinnen.
Zur Saison 2015 wechselte die Mannschaft in die USL League Two. Betreut wird die Mannschaft von Simon Nee.

### New York Red Bulls II (USL Championship)
Mit den New York Red Bulls II stellt das Franchise seit der Saison 2015 eine Mannschaft in der USL Championship.
2016 gewann die zweite Mannschaft erstmals die United Soccer League.
Trainer ist der ehemalige US-amerikanische Fußballspieler John Wolyniec.

## Erfolge
- MLS Cup
  - Finale (1): 2008

- MLS Supporters’ Shield
  - Sieger (2): 2013, 2015

- MLS Eastern Conference
  - Sieger (Regular Season) (6): 2000, 2010, 2013, 2015, 2016, 2018

- Lamar Hunt U.S. Open Cup
  - Finale (1): 2003

## Statistiken

### Saisonbilanz New York Red Bulls
| Saison                         | Regular Season | Play-offs          | Lamar Hunt U.S. Open Cup | CONCACAF Champions League |
| ------------------------------ | -------------- | ------------------ | ------------------------ | ------------------------- |
| New York/New Jersey MetroStars |                |                    |                          |                           |
| 1996                           | 3. Platz (Ost) | Viertelfinale      | nicht qualifiziert       | nicht qualifiziert        |
| 1997                           | 5. Platz (Ost) | nicht qualifiziert | Halbfinale               | nicht qualifiziert        |
| 1998                           | 3. Platz (Ost) | Viertelfinale      | Halbfinale               | nicht qualifiziert        |
| 1999                           | 6. Platz (Ost) | nicht qualifiziert | Achtelfinale             | nicht qualifiziert        |
| 2000                           | 1. Platz (Ost) | Halbfinale         | Halbfinale               | nicht qualifiziert        |
| 2001                           | 2. Platz (Ost) | Viertelfinale      | 2. Runde                 | nicht ausgetragen         |
| 2002                           | 4. Platz (Ost) | nicht qualifiziert | Viertelfinale            | nicht qualifiziert        |
| 2003                           | 3. Platz (Ost) | Viertelfinale      | Finale                   | nicht qualifiziert        |
| 2004                           | 3. Platz (Ost) | Viertelfinale      | Achtelfinale             | nicht qualifiziert        |
| 2005                           | 4. Platz (Ost) | Viertelfinale      | Achtelfinale             | nicht qualifiziert        |
| New York Red Bulls             |                |                    |                          |                           |
| 2006                           | 4. Platz (Ost) | Viertelfinale      | Viertelfinale            | nicht qualifiziert        |
| 2007                           | 3. Platz (Ost) | Viertelfinale      | 2. Qualifikationsrunde   | nicht qualifiziert        |
| 2008                           | 5. Platz (Ost) | Finale             | Achtelfinale             | nicht qualifiziert        |
| 2009                           | 7. Platz (Ost) | nicht qualifiziert | 2. Qualifikationsrunde   | nicht qualifiziert        |
| 2010                           | 1. Platz (Ost) | Viertelfinale      | Achtelfinale             | Vorrunde                  |
| 2011                           | 5. Platz (Ost) | Viertelfinale      | Viertelfinale            | nicht qualifiziert        |
| 2012                           | 3. Platz (Ost) | Viertelfinale      | Achtelfinale             | nicht qualifiziert        |
| 2013                           | 1. Platz (Ost) | Viertelfinale      | Achtelfinale             | nicht qualifiziert        |
| 2014                           | 4. Platz (Ost) | Halbfinale         | 4. Runde                 | Gruppenphase              |
| 2015                           | 1. Platz (Ost) | Halbfinale         | Viertelfinale            | nicht qualifiziert        |
| 2016                           | 1. Platz (Ost) | Halbfinale         | Achtelfinale             | Viertelfinale             |
| 2017                           | 6. Platz (Ost) | Halbfinale         | Finale                   | Halbfinale                |
| 2018                           | 1. Platz (Ost) | Halbfinale         | Achtelfinale             | Halbfinale                |
| 2019                           | 6. Platz (Ost) | 1. Runde           | 4. Runde                 | Viertelfinale             |
| 2020                           | 6. Platz (Ost) | 1. Runde           | Turnier abgesagt         | nicht qualifiziert        |
| 2021                           | 7. Platz (Ost) | 1. Runde           | Turnier abgesagt         | nicht qualifiziert        |
| 2022                           | 3. Platz (Ost) | 1. Runde           | Halbfinale               | nicht qualifiziert        |

1. ↑  Seit 2002 beginnt der Wettbewerb jeweils im Herbst des vorherigen Jahres. Bis 2008 unter dem Namen CONCACAF Champions' Cup.

### Saisonbilanz New York Red Bulls U23
| Saison | Liga           | Regular Season            | Play-offs                   | Lamar Hunt U.S. Open Cup |
| ------ | -------------- | ------------------------- | --------------------------- | ------------------------ |
| 2010   | NPSL           | 1. Platz (Atlantic)       | Atlantic Conference Finale  | nicht qualifiziert       |
| 2011   | NPSL           | 3. Platz (Atlantic)       | nicht qualifiziert          | nicht qualifiziert       |
| 2012   | NPSL           | 1. Platz (Atlantic)       | Atlantic Conference Finale  | nicht qualifiziert       |
| 2013   | NPSL           | 2. Platz (Atlantic)       | Northeast Region Halbfinale | 1. Runde                 |
| 2014   | NPSL           | 1. Platz (North Atlantic) | Sieger NPSL                 | 2. Runde                 |
| 2015   | PDL            | 1. Platz (Mid Atlantic)   | Championship Finale         | nicht qualifiziert       |
| 2016   | PDL            | 4. Platz (Mid Atlantic)   | nicht qualifiziert          | 1. Runde                 |
| 2017   | PDL            | 1. Platz (Mid Atlantic)   | Divisional Playoff          | nicht qualifiziert       |
| 2018   | PDL            | 2. Platz (Mid Atlantic)   | Conference Finale           | nicht qualifiziert       |
| 2019   | USL League Two | 4. Platz (Mid Atlantic)   | nicht qualifiziert          | nicht qualifiziert       |

### Besucherschnitt New York Red Bulls
Regular Season/Play-offs
- 1996: 23.898[22] /14.416[19]
- 1997: 16.899[23] /nicht qualifiziert
- 1998: 16.520[24] /11.686[19]
- 1999: 14.706[25] /nicht qualifiziert
- 2000: 17.621[26] /15.172[19]
- 2001: 20.806[27] /12.817[19]
- 2002: 18.148[28] /nicht qualifiziert
- 2003: 15.822[29] /10.211[19]
- 2004: 17.194[30] /11.161[19]
- 2005: 15.077[31] /10.003[19]
- 2006: 14.570[32] /14.570[19]
- 2007: 16.530[33] /14.165[19]
- 2008: 16.967/11.578[19]
- 2009: 12.229/nicht qualifiziert
- 2010: 18.441/22.839[19]
- 2011: 19.691/22.663[19]
- 2012: 18.281/nicht qualifiziert
- 2013: 19.460/22.264
- 2014: 19.421/21.527
- 2015: 19.657/25.219
- 2015: 20.620/24.314

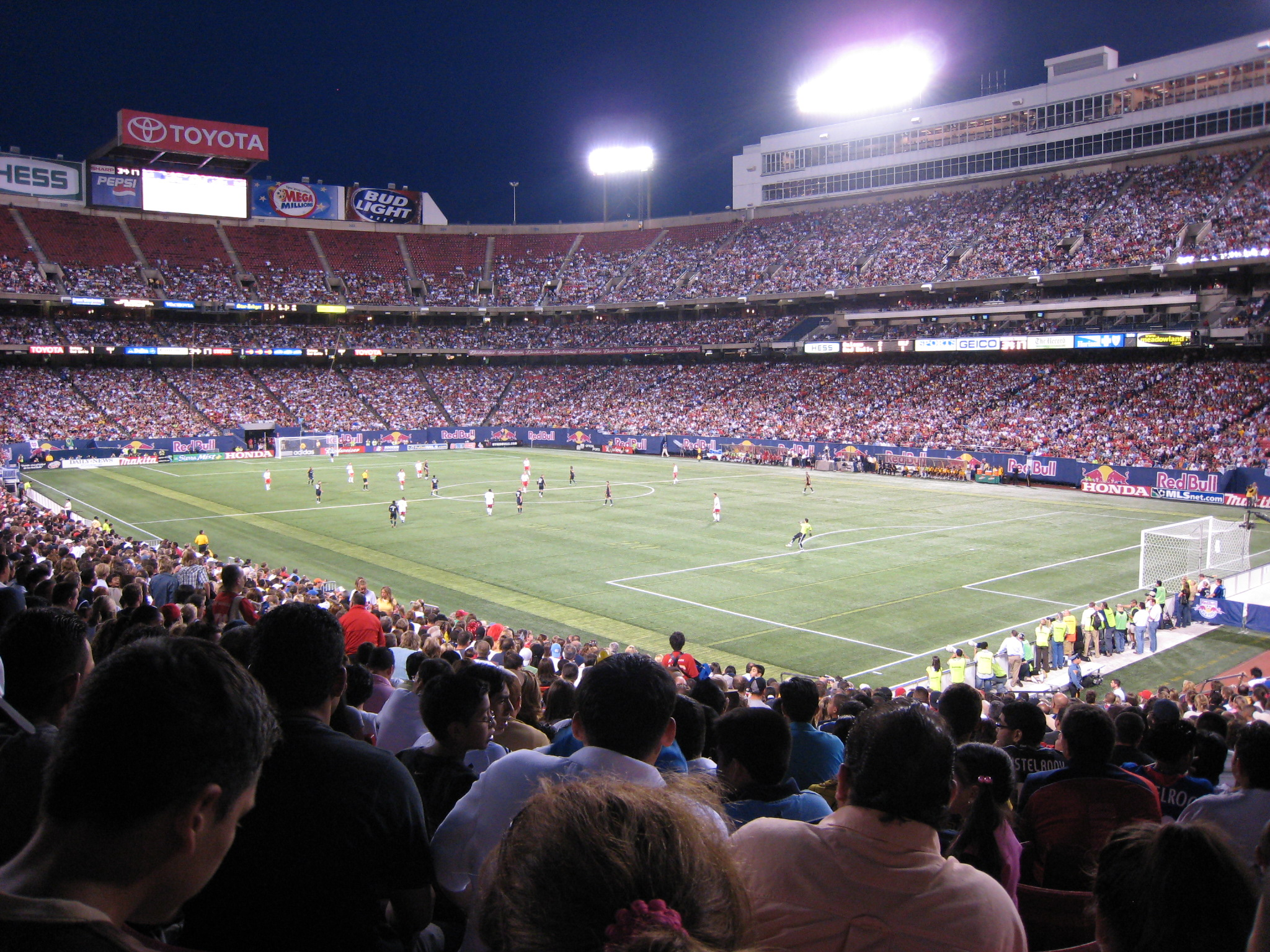
Zuschauerrekord gegen LA Galaxy

- Zuschauerrekord: 66.237 am 18. August 2007 gegen die LA Galaxy.[19]